# Laphyctis orichalcea
Laphyctis orichalcea là một loài ruồi trong họ Asilidae. Laphyctis orichalcea được Lindner miêu tả năm 1973. Loài này phân bố ở vùng nhiệt đới châu Phi.